# 道の駅佐田岬半島ミュージアム

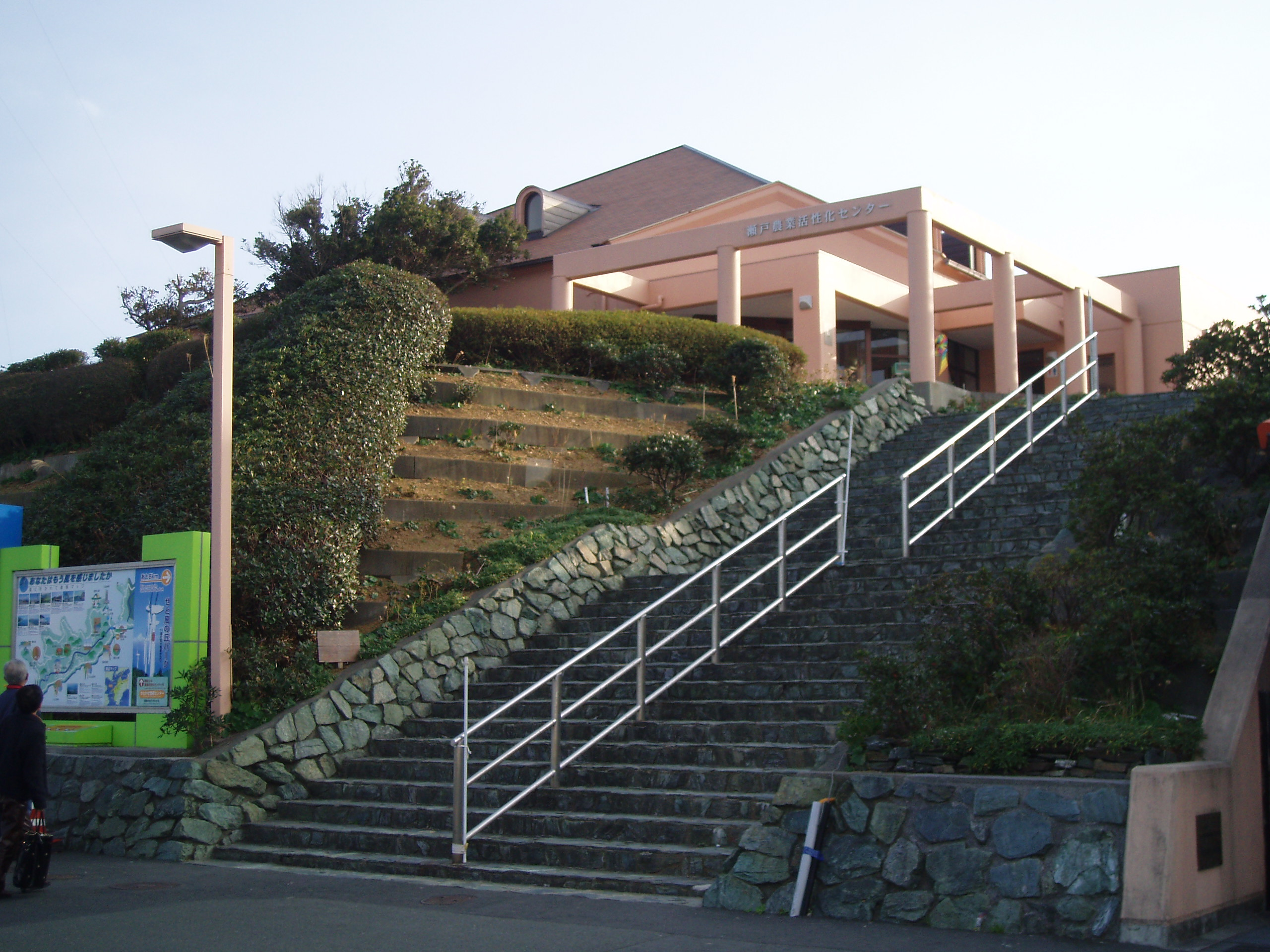
道の駅瀬戸町農業公園

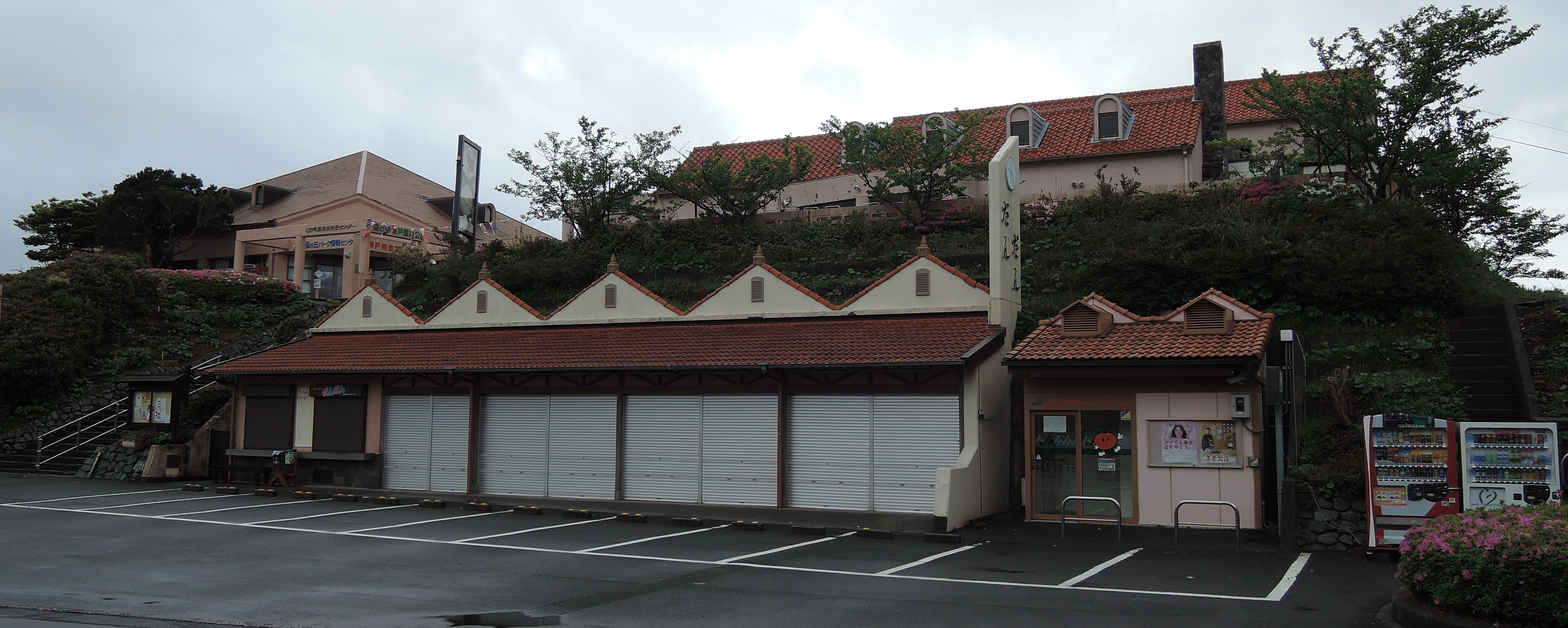
道の駅瀬戸農業公園

道の駅佐田岬半島ミュージアム（みちのえき さだみさきはんとうミュージアム）は、愛媛県西宇和郡伊方町にある国道197号の道の駅である。
1993年に愛媛県西宇和郡瀬戸町により道の駅瀬戸町農業公園として登録され、2005年に周辺町村の伊方町への新設合併に伴い道の駅瀬戸農業公園に改称、2023年（令和5年）8月5日、町内の十か所以上に分散していた民俗資料や美術作品を集約し伊方町文化交流施設「佐田岬半島ミュージアム」としてリニューアルオープンしそれに伴い名称も変更された。。展望台からは佐田岬北側の瀬戸内海および南側の宇和海の両方を臨むことが可能。

## 主な施設
- 駐車場
  - 普通車：71台
  - 大型車：3台
  - 身障者用 : 2台
- トイレ
  - 男：6器
  - 女：6器
  - 身障者用：1器
- 佐田岬半島ミュージアム　(9:30-17:00)
  - 喫茶店 cafe cyanti (11:00- 17:00)
  - ミュージアムショップ 岬藍 (11:00-17:00)
- レストラン れすとらん風車（11:00 - 15:00）
- 店舗　だんだんいち 風 (9:00-16:00)

## 休館日
- 年末年始

## アクセス
- 国道197号 - 登録路線
  - 愛媛県道254号三机港線

## 周辺
- 佐田岬
- 佐田岬灯台
- 塩成海水浴場